# Tanya Tate
Tanya Tate (Liverpool; 31 de marzo de 1979) es una actriz pornográfica, directora y modelo erótica británica. Se inició en la industria para adultos británica en 2009, a la edad de 30 años, y en la actualidad comparte su tiempo entre Londres y Los Ángeles.
Tate también escribe, de forma regular, una columna en una revista para adultos británica llamada Ravers DVD.
Tate se convirtió en noticia de portada en Irlanda en 2010, tras descubrirse que uno de los hombres amateur que participó en una de las filmaciones de su serie de Television X Tanya Tate’s Sex Tour Of Ireland, era el jugador de la Asociación Atlética Gaélica Greg Jacobs. Tate atravesó el país en una auto caravana encontrándose con irlandeses lugareños y filmando pornografía tanto softcore como hardcore.

## Premios
- 2010 SHAFTA Award – MILF Of The Year[6]
- 2010 SHAFTA Award - Best Sex Scene, Video por Mummy Mia, con Wayne Scott Fox[6]
- 2010 Nightmoves Award – Best MILF Performer Editor's Choice[7]
- 2010 U.K.A.P Award - Best Reality Series or Scene por Televisión X's "Tanya Tate's Sex Tour Of Ireland"
- 2011 AVN Award nominee – MILF/Cougar Performer of the Year[8]
- 2011 XBIZ Award nominee –MILF Performer of the Year[9]
- 2014 Nightmoves Award - Best MILF Performer[1]
- 2016 XRCO Award - Best Lesbian Performer[1]